# Glumicalyx apiculatus
Glumicalyx apiculatus là một loài thực vật có hoa trong họ Huyền sâm. Loài này được (E.Mey.) Hilliard & B.L.Burtt mô tả khoa học đầu tiên năm 1977.